# Padmé Amidala
Padmé Naberrie, bättre känd som Padmé Amidala, spelad av Natalie Portman, är en av huvudrollsfigurerna i Star Wars: Episod I – Det mörka hotet, Star Wars: Episod II – Klonerna anfaller och Star Wars: Episod III – Mörkrets hämnd. Hon är gift med Anakin Skywalker (Darth Vader) och mor till Luke Skywalker och Leia Organa. Hon introduceras som drottningen på planeten Naboo, och senare under filmerna representerar hon sin planet som senator i den Galaktiska Senaten.